# كسينيا نوفيكوفا
كسينيا أندريفا نوفيكوفا (بالروسية: Ксе́ния Андре́евна Но́викова) هي مغنية ومؤلفة أغاني روسية من مواليد (17 مايو، 1980، مدينة موسكو) عضوة في فرقة البوب النسائية (بلستياشه)، ومن عام 1990 حتى عام 1998 كانت عضوة في فرقة "Class"

## مؤلفاتها
كجزء من من الفرقة
- 1996 - "Там, только там" - هناك، فقط هناك.
- 2000 - "О любви" - عن الحب.
- 2000 - "Белым снегом" - ثلج أبيض.
- 2002 - "За четыре моря" - عبر البحار الأربعة.
- 2003 - "Апельсиновый рай" - الجنة الربتقالية.
- 2005 - "Восточные сказки" - حكايات شرقية.

## روابط خارجية
- كسينيا نوفيكوفا على موقع IMDb (الإنجليزية)
- كسينيا نوفيكوفا على موقع ديسكوغز (الإنجليزية)